# 埃迪·斯洛維克
愛德華·唐納德·斯洛維克（英語：Edward Donald Slovik，1920年2月18日—1945年1月31日），通稱埃迪·斯洛維克（英語：Eddie Slovik），曾经是一名二戰時期的美國軍人。他是美國南北戰爭後唯一的一名因爲逃兵罪而被軍事法庭判處槍決的美國軍人。
二戰期間，大約有21,000名美國軍人因逃兵罪而被判刑，其中有49人被判處死刑，但是這49人中實際上只有埃迪·斯洛維克一人被處決。
二次大戰期間，美國一共進行了170萬次軍法審判，佔了同期美國刑事審判數的三分之一。這些軍法審判的對象大都是未成年人。這些未成年人也被定了罪。不過，1945年夏，時任美國戰爭部長卻下令組建了一個赦免委員會，重新審理了所有被告仍在服刑的軍法審判案件。最終，該委員會減免了27,000名被判重刑的被告人中的22,950人（佔總人數的85%）的刑罰。當時，美國軍事法庭很少會判軍人死刑，而且被判死刑的軍人大都涉嫌謀殺或者強姦。埃迪·斯洛維克卻是當時唯一的一名因爲「純粹逃兵」的罪行而被處決的軍人。

## 早年生活及教育情況
埃迪·斯洛維克生於美國密歇根州底特律的一個波蘭裔美國家庭，他的雙親爲安娜·斯洛維克和約瑟夫·斯洛維克。在他尚未成年時，他就常被警方逮捕。其中，他第一次被捕是在他12歲那年。當時，他和一群朋友闖進了一家鑄造廠偷銅管。1932年到1937年間，他又因爲偷竊、入室行竊、擾亂治安等罪名多次被捕。1937年10月，他被判刑入獄，不過，他在次年（1938年）9月獲得了假釋。但後來他又因爲偷竊和酒後與兩名朋友駕車時肇事兩項罪名在1939年1月被再次送進監獄。

## 入伍
1942年4月，埃迪·斯洛維克再獲假釋。隨後，他在密歇根州迪爾伯恩的蒙特拉管道和暖氣公司處獲得了一份工作。在迪爾伯恩，他遇到了爲詹姆斯·蒙特拉做簿記員的安托瓦內特·維斯尼奧斯基，並和她在1942年11月7日結了婚。婚後，他便和妻子安托瓦內特住在她的父母家。因爲埃迪·斯洛維克有犯罪記錄，他被美國軍方劃爲不適合參軍入伍的「4-F」類人群。但是，在埃迪·斯洛維克與他的妻子度過了結婚一週年紀念日不久後，埃迪·斯洛維克又被重新劃入了適合參軍入伍的「1-A」類人群，並且在不久之後被陸軍徵召入伍。
1944年1月24日，埃迪·斯洛維克抵達了德克薩斯州的威科軍營，在那裏接受了基礎軍事訓練。當年8月，他被派往法國參戰。8月20日，他抵達法國，並成爲了美國第28步兵師第一〇九步兵團G連的12名補充兵員之一。

### 逃跑
在前往他的部隊的途中，埃迪·斯洛維克和一個他在接受基礎軍事訓練時遇到的朋友，二等兵約翰·塔基，在遭敵炮擊並尋求掩護之時，與他們所在的補充兵分隊走散。後來，這一事件也成爲埃迪·斯洛維克在論述他發現他「不適合打仗」時所用的論點。第二天早上，兩人遇到了一支加拿大憲兵部隊，在接下來的六週裏一直待在那支部隊中。約翰·塔基在這期間曾經寫信給他們將要去的團，說明他們無法趕到的理由。最終，兩人在1944年10月7日前往了他們被分配到的部隊報到。當時，美軍正在法國各地進行快速推進，這使得很多補充兵都在尋找他們被分配到的部隊時遇到困難，因此，埃迪·斯洛維克和約翰·塔基並沒有被送上軍事法庭。
報到後的次日，也就是10月8日，埃迪·斯洛維克告訴他的連長拉爾夫·格羅特上尉，他太「害怕」，以致不敢去身處前線的步兵連服役。同時，他還請求拉爾夫·格羅特讓他到後方的部隊去服役。他還告訴拉爾夫·格羅特，如果他被分配到一個步兵部隊的話，他可能會逃走。另外，他還問如果他真的逃走了，這樣是否會構成逃兵罪。拉爾夫·格羅特給出了他肯定的回答，並且拒絕了埃迪·斯洛維克的要求，把他分配到了一個步兵排中。
又過了一天，也就是在10月9日，埃迪·斯洛維克從他的部隊逃跑了。他的朋友約翰·塔基正好逮住了他，並勸他留下來，但埃迪·斯洛維克卻只是說他「已經下定了決心」。埃迪·斯洛維克走了幾英里之後到達了後方，並在那裏的一個本部分隊給了一個入了伍的廚師一張紙條。紙條上的內容是這樣的：
我，二等兵埃迪·斯洛維克，編號36896415，承認自己從美國陸軍開了小差。我逃走的時候，我們（埃迪·斯洛維克所在的補充兵小隊）正在法國的埃爾伯夫，我作爲補充兵分隊的一員到了那裏。當時，他們（指德軍）正在炮轟那個鎮子，我們則被要求挖戰壕以熬過夜晚。第二天早上，他們（敵軍）又來炮轟我們了。我被嚇壞了，緊張得發抖，以致於其他的補充兵上路時，我都仍然根本不敢行動。我呆在散兵坑裏，直到四周都靜了下來，我才敢從裏面出來。隨後，我到了鎮子裏，但卻沒有看見任何的同隊伙伴。於是，我在一家法國議員裏又過了一夜，在第二天早上,我遇到了一支加拿大憲兵兵團，並與他們度過了接下來的6週。之後，他們把我移交給了美國的憲兵。他們（美國憲兵）釋放了我。我把我的事情講給了我的指揮官聽，我說如果我必須要再次上前線，那我就會逃走。我的指揮官說他根本不能幫我，所以我再一次逃走了。我會再一次逃跑，如果我必須再上一次前線。——二等兵 埃迪·D.·斯洛維克（簽字） 軍隊編號36896415
這個廚師隨後叫來了他所在連隊的指揮官和一名憲兵，他們在讀了紙條上的內容之後，勸告埃迪·斯洛維克，希望他在被羈押之前毀掉這張紙條，但埃迪·斯洛維克拒絕了。之後，他被扭送到了羅斯·漢柏思中校那裏。漢柏思中校又給了他一次機會——如果他撕掉這張紙條，回到他的部隊的話，他就不會面臨軍法審判。但埃迪·斯洛維克再一次拒絕了。於是，漢柏思中校命令埃迪·斯洛維克在那張紙條的背面寫上另一份聲明他已經完全暸解將要爲紙條上所寫下的罪行付出的法律責任的備忘，並指出這張紙條將會在他在接受軍事審判時被用作罪證。
之後，埃迪·斯洛維克便被羈押於第28師的圍欄中。該師的軍法官亨利·索默中校再一次給了埃迪·斯洛維克一個機會，告訴他如果他現在回到他的部隊的話，對他的指控就能中止。他還告訴埃迪·斯洛維克說，他能把他調往另外一個沒人知道他的過去的步兵團「以清白之身」開始。埃迪·斯洛維克以爲他不過會坐牢罷了。他已經坐過牢了，而且認爲那比打仗輕鬆。他拒絕了亨利·索默中校，並說他已經下定了決心，我會面對對我的軍法審判。

### 審判
第28師當時正在艾森豪威尔的带领下，準備向許特根森林發起攻擊，該部隊的大多數人都知道這個計劃。該地區非常艱苦的長期戰鬥，讓這場仗的傷亡率預計很高。德軍已經顯示了不惜一切代價堅守的決心，而地形和天氣又使得美軍的優勢裝甲支援和空中支援都受到限制。一小撮士兵（比例低於0.5%）甚至認為進監獄都比繼續打仗好，因此該部隊包括逃兵等罪行的犯罪率都開始上升。
1944年11月11日，埃迪·斯洛維克被以逃避危險職守為目的的逃兵罪被送上軍事法庭。因為第28步兵師的所有參謀軍官當時均在前線戰鬥，師部不得不從美軍其他的師選出審判員。檢察官約翰·格林上尉傳喚了聽到埃迪·斯洛維克曾經說過自己的動機是「逃跑」的證人們。而埃迪·斯洛維克的辯護律師愛德華·伍茲上尉則表示埃迪·斯洛維克已決定不會自行作證。一天的庭審後，法庭的9名庭審人員宣佈給埃迪·斯洛維克定罪並判處他死刑。第28步兵師的指揮官諾曼·科塔少將批准了該審判結果。科塔少將表示：「我在1944年11月獲知了我部面對的形勢之後，我認為批准該審判結果是我對祖國該盡的義務。如果我沒有批准它——如果我讓埃迪·斯洛維克達成了他逃避戰鬥的目的——我就沒有臉去見前線正在出生入死的軍人們了。」

## 處決
1945年1月31日，埃迪·斯洛维克在法国被以军法执行枪决，终年25岁。他成为美国南北战争之后唯一因为当逃兵而被处决的士兵。此时，距离美国取得第二次世界大战欧洲战场的胜利只剩下三个月的时间。
斯洛维克在临刑前，对士兵们说：「他们不会因为我离开美国军队而开枪，成千上万的人都这么做了。他们只需要给别人树立一个榜样，我就是这样，我是个前科犯。我小时候常偷东西，这就是他们开枪打我的目的。他们开枪打死我，是为了我12岁时偷的面包和口香糖。」
斯洛维克穿着一件去掉了所有徽章的制服，肩上披着一条毯子来抵御严寒。他被带进了一所被选择执行死刑的房子的庭院，里面有一堵高高的砖石墙，指挥官们不希望当地的法国平民目睹执行过程。士兵们让他站在一根柱子上，用安全带把他捆绑在上面。就在一个士兵把黑色头罩戴在他的头上之前，牧师卡尔·帕特里克·卡明斯对他说:“埃迪，当你站在那里的时候，为我祈祷一会儿。”斯洛维克回答，“好吧，神父。我祈祷你不要太快就跟着我离开。」第109团的行刑队挑选了12名士兵。使用的武器是标准的M1步枪，每支步枪只有一颗子弹。在“开火”命令的指挥下，斯洛维克被11发子弹击中，其中至少4发是致命的，伤口范围从颈部到左肩、左胸和心脏下方，一颗子弹打在左上臂。一位军医断定斯洛维克没有立即死亡，就在行刑队将步枪重新装填准备再次射击的时候，斯洛维克离开了人世。

## 葬禮
斯洛维克被处决之后，与95名因为强奸或者谋杀而被处决的美国士兵一起被埋葬在瓦兹─艾辛公墓的E号地块和费-塔涅斯纪念地。他们的坟墓标记隐藏在灌木丛中，标有序号而不是名字，因此在不知道序号的情况下无法单独识别。
他的妻子安托瓦内特·斯洛维克向军队请愿索要丈夫的遗体和退休金而被拒绝，直到1979年去世。斯洛维克的案件于1981年由前麦康伯县专员卡尔卡受理，他是二战中的波兰裔美国老兵，继续向军队请愿，要求将斯洛维克的遗体归还美国。1987年，他说服里根总统下令他们回到家乡安葬。卡尔卡筹集了5,000美元，用于从E地块第三排65号墓穴挖掘斯洛维克的遗体，将其转移到底特律伍德梅尔公墓，重新埋葬在妻子的身边。
安托瓦内特·斯洛维克和其他人一起向七位美国总统（哈里·杜鲁门、德怀特·艾森豪威尔、约翰·肯尼迪、林登·约翰逊、理查德·尼克松、杰拉尔德·福特和吉米·卡特）请求赦免他的罪行，但是没有一位总统同意赦免。

## 分析
在世界各地的军队中，军事法庭对不服从命令、叛逃和兵变等罪行可以判处死刑。1917年至1918年第一次世界大战期间，美国军队在法国处决了35名本国士兵，但是他们都被判定犯有强奸和无端谋杀平民罪，而不是军事罪。在1941年至1945年第二次世界大战期间，美国军队在所有战区以强奸或者无端谋杀平民为由处决了102名本国士兵，但是只有斯洛维克因为逃兵罪被处决。
检察长办公室罗伯特·巴尔指出，在1942年1月至1948年6月期间因逃兵而受审的2864名军人中，只有49人被判处死刑，其中48人被上级撤消和赦免。鉴于这些情况，处决斯洛维克是一种不公正的做法，是一个有缺陷程序和区别对待的例子，这对于他个人来说是悲剧的。

## 流行文化
1960年，法蘭克·辛納屈宣布他计划制作一部名为《处决斯洛维克》的电影，由列入荷里活黑名單的阿尔伯特·马尔兹执笔。这一宣布引起了极大的争议，西纳特拉被指控是一个共产主义同情者。当时約翰·甘迺迪正在竞选总统，肯尼迪阵营开始担心，最终说服辛纳屈取消了这个项目。
然而，斯洛维克的处决是威廉·布拉德福德·惠的1954年著作的基础。1974年，这本书被改编成一部由马丁·辛主演的电视电影，被称为《处决斯洛维克》。斯洛维克的兵役记录现在是军事人员记录中心提供的公开档案记录，详细叙述了他在1945年被执行死刑的情况，电影大部分是以此为基础的。当然还有一些戏剧性的情节，包括在执行的期间。例如，没有证据表明，在医生表示斯洛维克还活着之后，观看处决斯洛维克的牧师喊了一声“如果你非常喜欢，可以再来一次齐射”。
1963年的战争电影《勝利者》中有一个场景，讲述了一个逃兵被处决的故事，这个场景与斯洛维克的逃兵和被处决的故事非常相似。
库尔特·冯内古特在他的小说《第五號屠宰場》中提到了斯洛維克的死刑。冯内古特还为伊戈尔·斯特拉文斯基的《士兵的故事》写了一个同伴剧本，讲述了斯洛维克的故事。斯洛维克也出现在尼克·阿文2005年的小说《战争篇》中，小说主人公乔治·蒂尔森是斯洛维克行刑队的成员之一。

## 外部連結
- Kimmelman, Benedict B. . American Heritage Magazine. September–October 1987, 38 (6)  [October 5, 2012]. （原始内容存档于2015-10-04）. Retrospective from one of the judges at Slovik's trial.
- (PDF). United States National Archives. Department of Defense. Department of the Army. Office of the Judge Advocate General.   [8 August 2014]. （原始内容 (PDF)存档于2014-08-09）.
- Report of Slovik's execution
- 在Find a Grave上的埃迪·斯洛維克
- 互联网电影数据库（IMDb）上《The Execution of Private Slovik》的资料（英文）